# Tirosz
Tirosz (hebr.: תירוש) – moszaw położony w samorządzie regionu Matte Jehuda, w Dystrykcie Jerozolimy, w Izraelu.
Leży w górach Judei. Na północ od moszawu znajduje się tajna baza wojskowa z wyrzutniami rakietowych pocisków balistycznych.

## Historia
Moszaw został założony w 1955 przez imigrantów z Afryki Północnej.

## Gospodarka
Gospodarka moszawu opiera się na rolnictwie i sadownictwie (winnice).